# マーズ・ローバーに搭載された組み込みコンピュータシステムの比較
NASAによって送られたマーズ・ローバーに搭載された組み込みコンピュータシステムの比較（英語: Comparison of embedded computer systems on board the Mars rovers）は、宇宙での高い放射線レベルと大きな温度変化に耐える必要がある。このため、計算資源が地球上で一般的に使用されているシステムと比較してそれらは限られる。

## 稼働中
地球と火星の間の往復通信時間は8〜42分であり、ディープスペースネットワークシステムは火星の各日に数回（Sol）しか利用できないため、火星探査車のダイレクトテレオペレーションは実用的ではない。したがって、ローバーコマンドチームは、一度に一連の操作コマンドをローバーに計画して送信を行う。
ローバーは、自律ソフトウェアを使用して、センサーからの観測に基づいて決定を下す。ソジャーナローバーのステレオ用の画像の各ペアは、20のナビゲーション3Dポイントを生成する（クラフトが着陸した最初のソフトウェアバージョンを使用）。MERローバーは、15,000（公称）から40,000（調査モード）の3Dポイントを生成できる。

## パフォーマンスの比較
キュリオシティとパーサヴィアランスを除いて、各火星探査車には1台のコンピューターしか搭載されていないが、キュリオシティと パーサヴィアランスの両方に、冗長性のために2台の同一のコンピューターがある。2013年2月の時点で、キュリオシティは、冗長コンピューターで動作しており、プライマリコンピューターは、障害が発生し始めた理由で調査されている。
| ローバー（ミッション、組織、年）                                                         | CPU                | RAM    | フラッシュ | EEPROM | オペレーティングシステム | 自律ソフトウェアで利用可能なCPU時間 |
| ---------------------------------------------------------------------------------------- | ------------------ | ------ | ---------- | ------ | ------------------------ | ----------------------------------- |
| ソジャーナ (パスファインダー, NASA, 1997)                                                | 2 MHz Intel 8085   | 512 KB | 176 KB     | None   | Custom cyclic executive  | Not applicable to Cyclic Executives |
| パスファインダー (NASA, 1997) (Base station for Sojourner rover)                         | 20 MHz MFC         | 128 MB | None       | 6 MB   | VxWorks (マルチタスク)   | less than 75%                       |
| スピリットおよびオポチュニティ(マーズ・エクスプロレーション・ローバー (MER), NASA, 2004) | 20 MHz IBM RAD6000 | 128 MB | 256 MB     | 3 MB   | VxWorks (multitasking)   | less than 75%                       |
| キュリオシティ(マーズ・サイエンス・ラボラトリー (MSL), NASA, 2011)                       | 200 MHz BAE RAD750 | 256 MB | 2 GB       | 256 KB | VxWorks (multitasking)   | less than 75%                       |
| パーサヴィアランス(マーズ2020, NASA, 2020)                                               | 200 MHz BAE RAD750 | 256 MB | 2 GB       | 256 KB | VxWorks (multitasking)   | ?                                   |

## マーズ・ローバー
- ソジャーナローバー（手前）とマーズエクスプロレーションローバーのサイズ比較
- 左からマーズエクスプロレーションローバー、ソジャーナローバー、マーズサイエンスラボラトリー
- マーズエクスプロレーションローバー